# S/2020 S 9
S/2020 S 9 es un satélite natural de Saturno. Su descubrimiento fue anunciado por Edward Ashton, Brett J. Gladman, Jean-Marc Petit y Mike Alexandersen el 15 de mayo de 2023 a partir de observaciones realizadas entre el 23 de agosto de 2019 y el 16 de agosto de 2020.
S/2020 S 9 tiene unos 4 kilómetros de diámetro y orbita Saturno a una distancia de 25.434 Gm en 1,534.97 días, con una inclinación de 161.4, orbita en dirección retrógrada y una excentricidad de 0.531. S/2020 S 9 pertenece al grupo nórdico y es una de las lunas más distantes de Saturno junto con S/2004 S 26, S/2004 S 52 y S/2019 S 21.